# Euphorbia schugnanica
Euphorbia schugnanica là một loài thực vật có hoa trong họ Đại kích. Loài này được B.Fedtsch. mô tả khoa học đầu tiên năm 1916.